# Карфикова, Ленка
Ленка Карфикова (чеш. Lenka Karfíková; род. 11 февраля 1963, Прага) — чешский католический богослов, философ, переводчица (Ансельм Кентерберийский, Гуго Сен-Викторский), и издатель (в издательстве «Ойкумена», серии «Fontes Latini Bohemorum», «Библиотека средневековой традиции», «Библиотека раннехристианской традиции»). Занимается, прежде всего, средневековым богословием и философией.
Окончила гимназию в Праге (1977—1981), Евангелический богословский факультет им. А. Коменского в Праге (1981—1986), аспирантуру в области богословия в Католическом университете в Айхштете (Бавария; 1989—1991), École Pratique des Hautes Études в Париже (1991—1992) и докторантуру в Католическом университете в Айхштете (1992—1996).
Защитила на Кирилло-Мефодиевском богословском факультете Университета Палацкого в Оломоуце работу «Бесконечный Бог и человеческая жизнь как путь без конца», профессорское звание получила на Евангелическом богословском факультете Карлова университета в Праге.
Во время работы на богословском факультете Университета им. Палацкого в Оломоуце основала «Центр по работе с патристическими, средневековыми и ренессансными текстами», а в 2000—2004 годах была его директором.

## Труды

### Монографии
- De esse ad pulchrum esse. Schönheit in der Theologie Hugos von St. Viktor. Brepols, Turnhout (Belgie) 1998, Bibliotheca Victorina VIII, 538 стр. (ISBN 2-503-50672-0).
- Григорий Нисский. Божия и человеческая бесконечность. Ойкумена[чеш.], Прага, 1999, 316 стр. (ISBN 80-86005-95-X).
- Благодать и воля согласно Августину. Ойкумена, Прага, 2006, 384 стр. (ISBN 80-7298-172-2).

### Сборники статей
- Очерки по патристике и схоластике. Ойкумена[чеш.], Прага, 1997, 176 стр. (ISBN 80-86005-32-1).
- Очерки по патристике и схоластике II.Ойкумена, Прага, 2003, 260 стр. (ISBN 80-7298-057-2).
- Время и речь. Очерки об Августине, Григории Нисском и Бернарде Сильвестрисе. Ойкумена, Прага, 2007, 216 стр. (ISBN 978-80-7298-260-8).

### Переводы статей на русский язык
- Природа, свобода и благодать в споре блаженного Августина с Юлианом Экланским. Пер. И. Г. Бея / Труды КДА 17 (2012), с. 113-144
- Святитель Григорий Нисский. Бесконечность Бога и бесконечный путь к Нему человека. Пер. И. Г. Бея - К.: Дух и Литера, 2012. - 336 с.
- Имена и вещи согласно Евномию Кизическому и Григорию Нисскому. Пер. И. Г. Бея / "ΕΙΝΑΙ: Проблемы философии и теологии" №1 (001), СПб, 2012.